# Maesa
Maesa ist die einzige Gattung der monogenerischen Unterfamilie Maesoideae in der Pflanzenfamilie der Primelgewächse (Primulaceae) innerhalb der Ordnung der Heidekrautartigen (Ericales). Die 150 bis 200 Arten sind in der Paläotropis weitverbreitet.

## Beschreibung

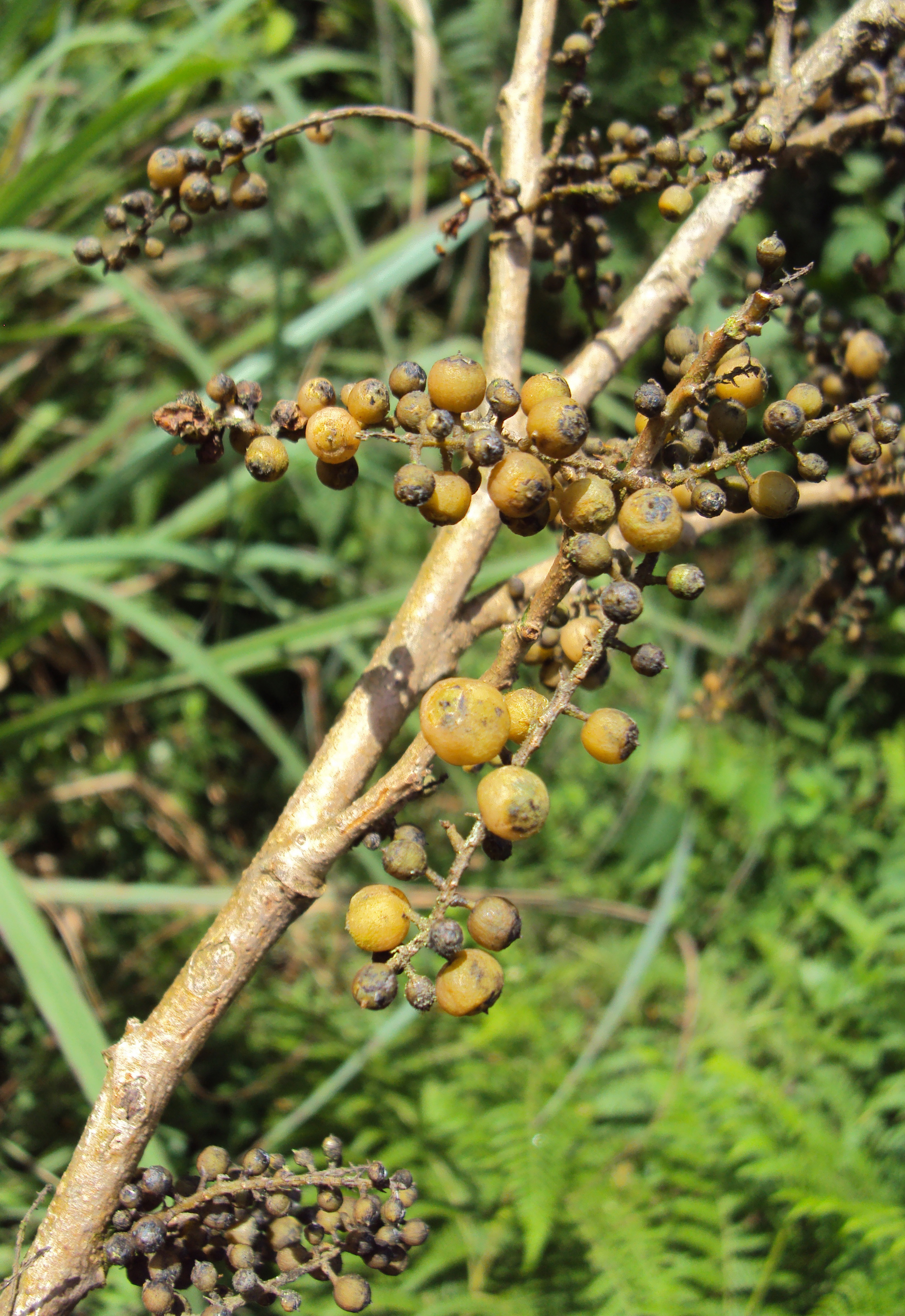
Früchte von Maesa indica

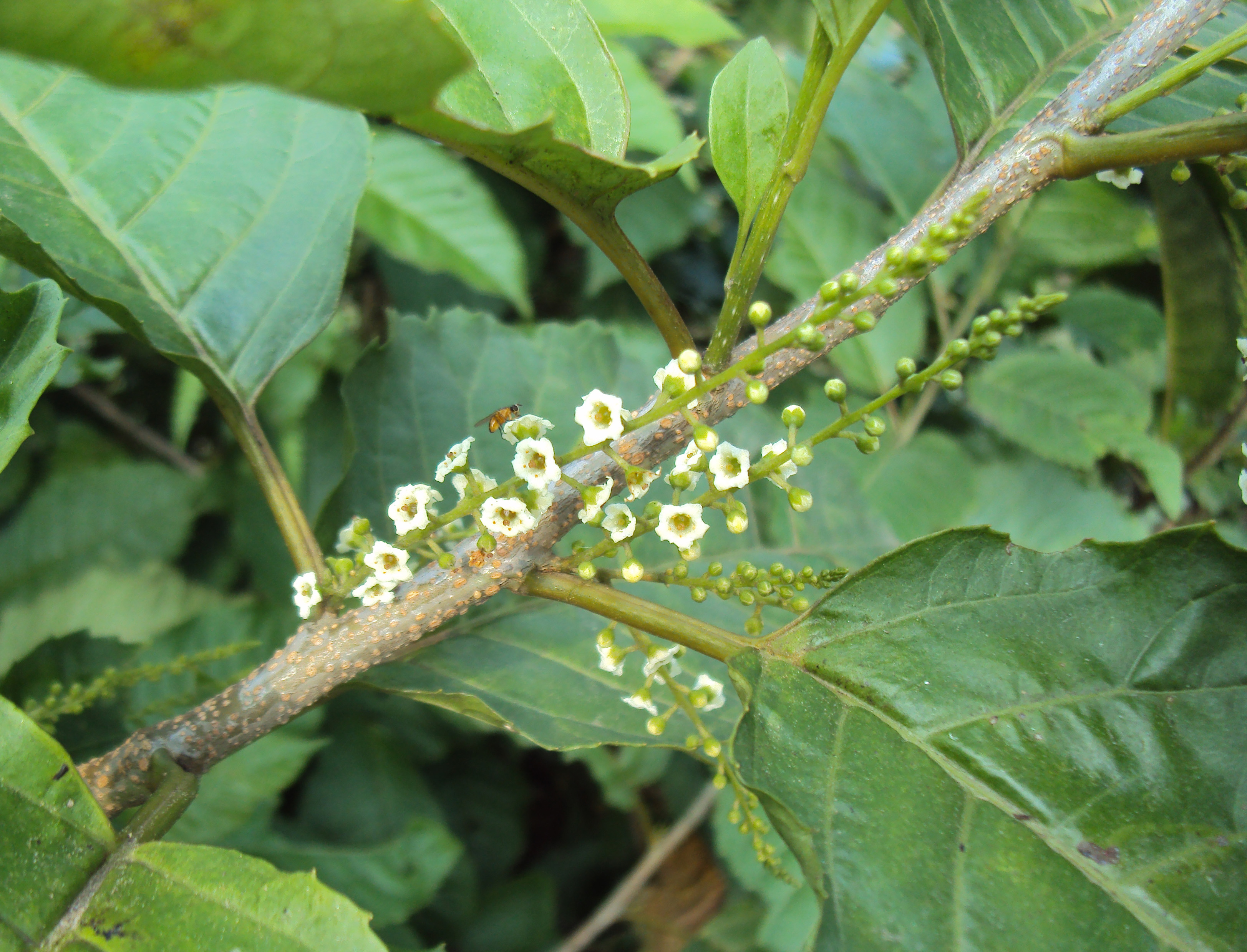
Zweig mit seitenständigen Blütenständen von Maesa indica

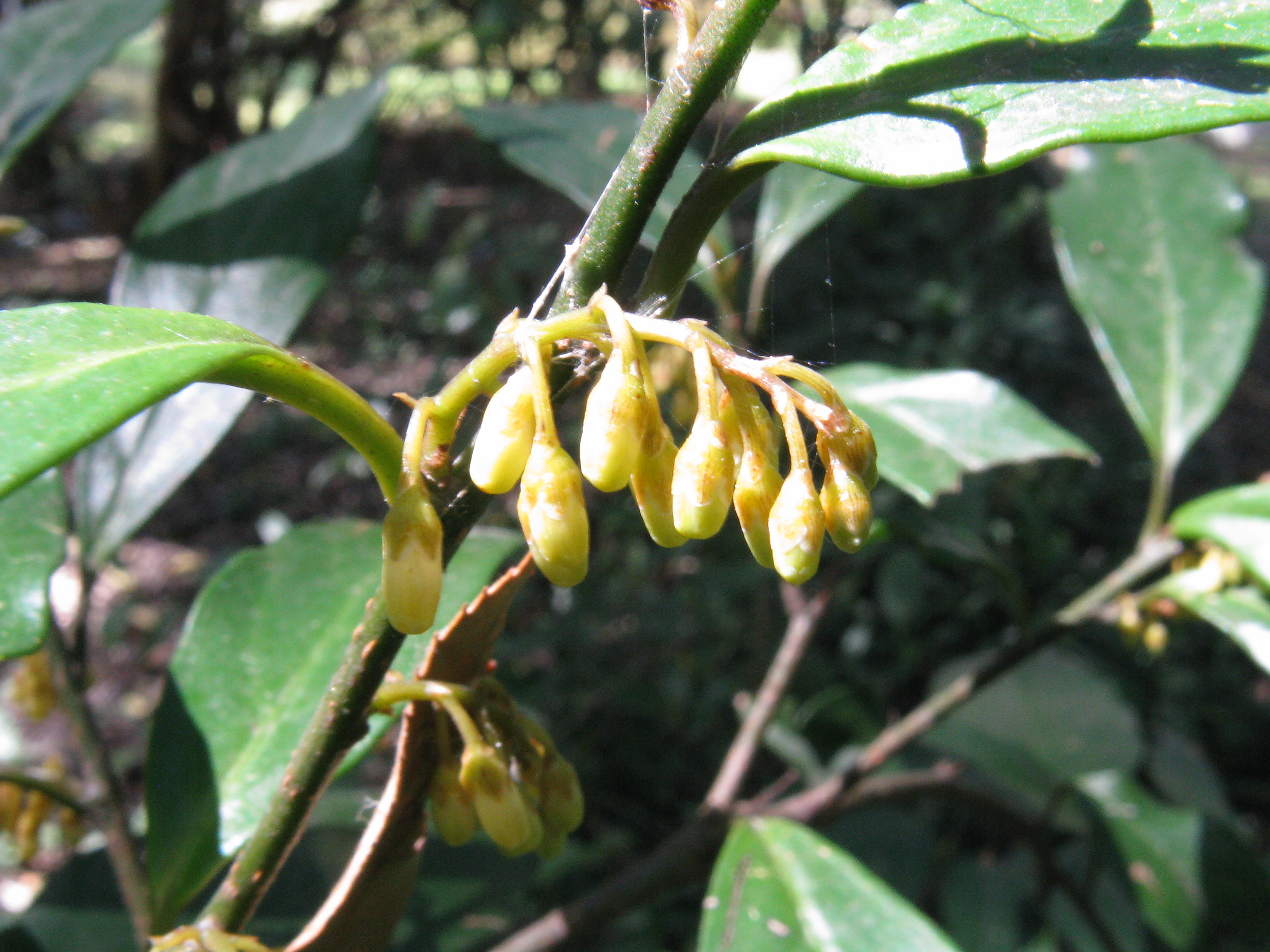
Blütenstand von Maesa japonica

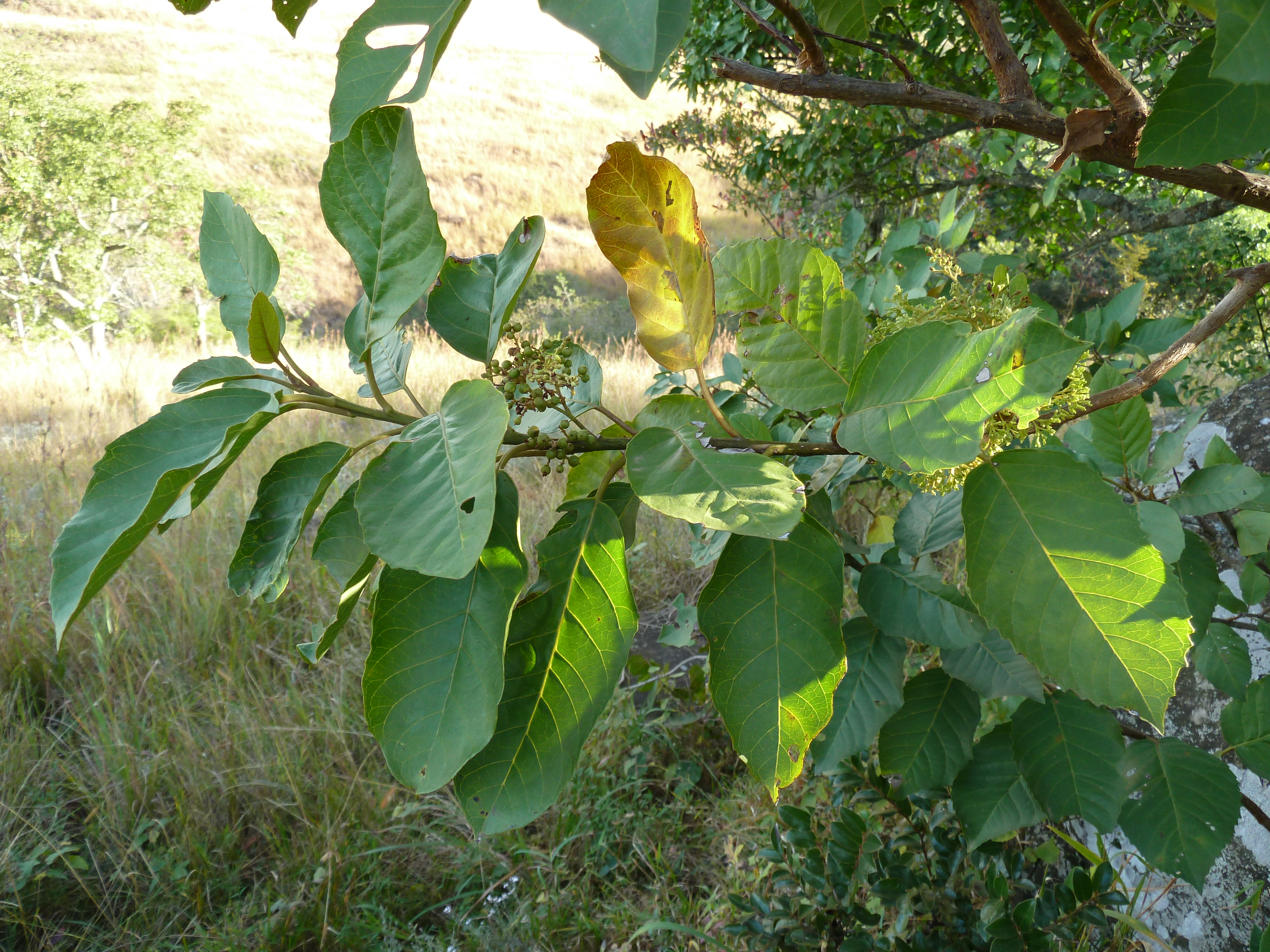
Zweig mit wechselständigen, gestielten Laubblättern von Maesa lanceolata

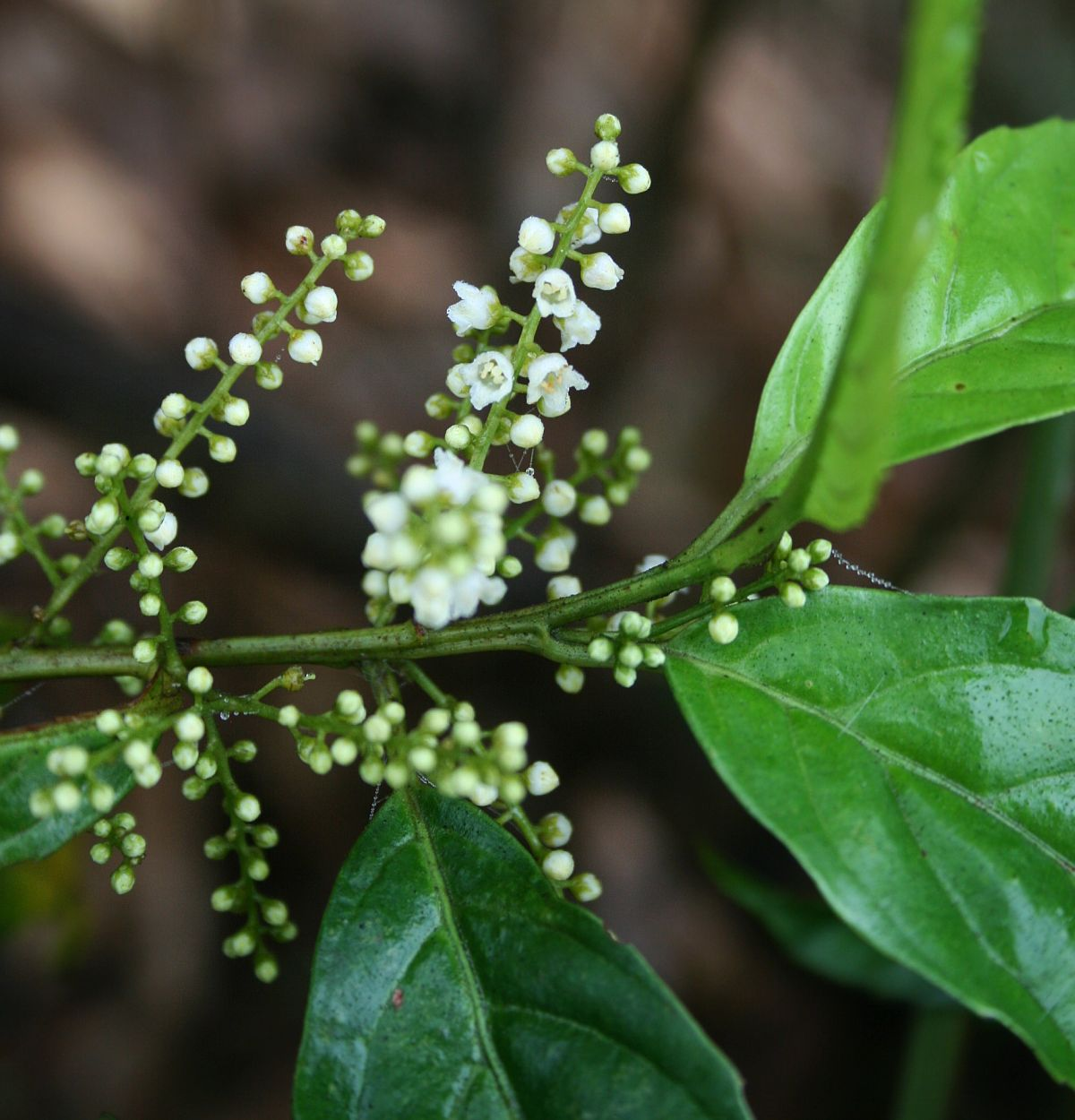
Zweig mit seitenständigen Blütenständen von Maesa montana

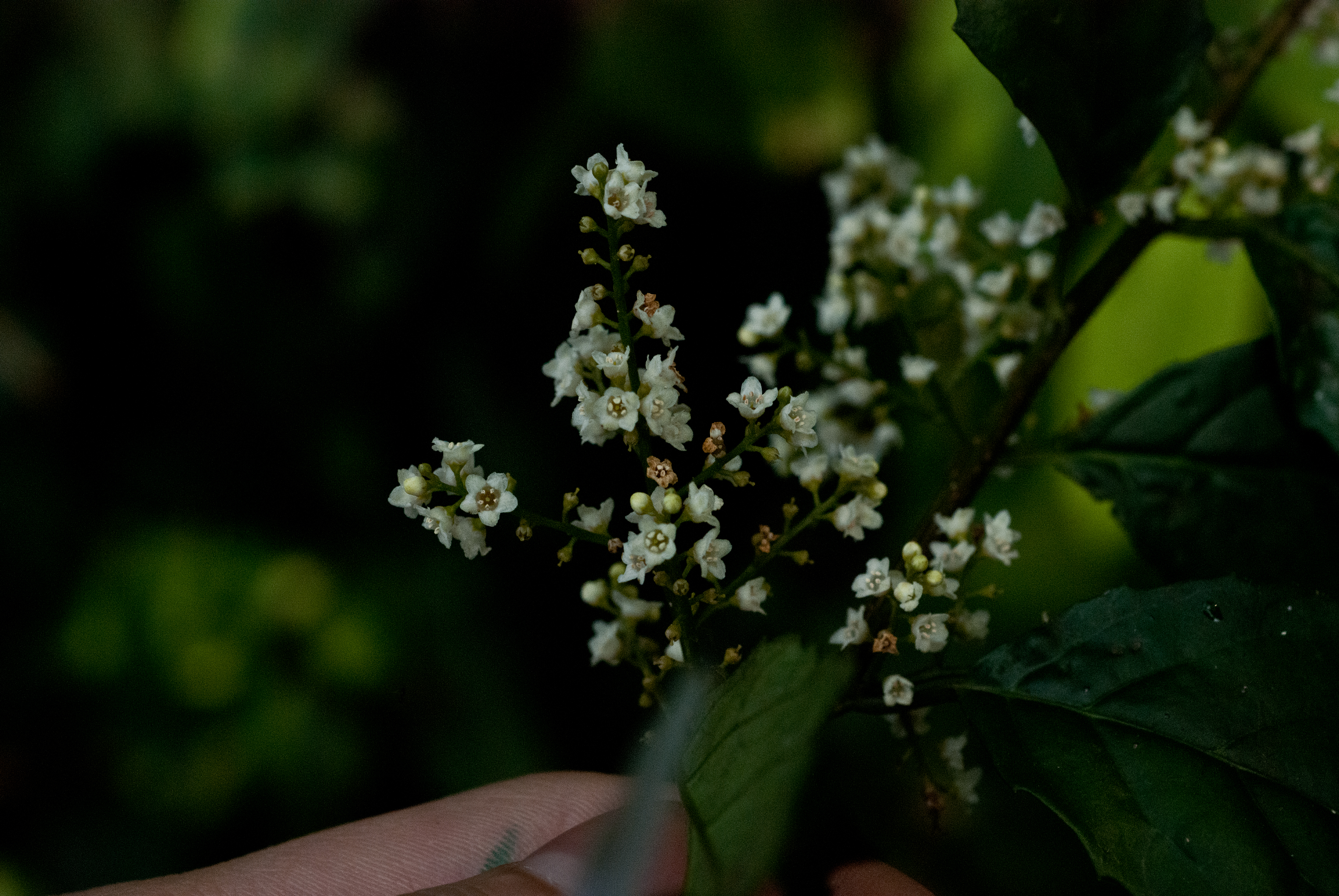
Zweig mit seitenständigen Blütenständen von Maesa perlaria

### Vegetative Merkmale
Maesa-Arten wachsen als immergrüne, verholzende Pflanzen: meist Sträucher, seltener kleine Bäume oder Lianen. Dornen sind nie vorhanden. In den Laub-, Kelch- und Kronblättern sind Sekretionsgänge gut entwickelt.
Die wechselständig und spiralig oder zweizeilig an den Zweigen angeordneten Laubblätter sind in Blattstiel und Blattspreite gegliedert. Die Blattspreiten sind einfach. Die Blattränder sind glatt, gezähnt oder gesägt. Die Blattnervatur ist selbst an getrockneten Blättern meist wenig zu erkennen. Nebenblätter fehlen.

### Generative Merkmale
Sie bilden meist achselständige, einfache oder verzweigte, traubige oder ährige Blütenstände. Die Tragblätter sind relativ klein. Direkt über zwei Deckblättern sitzen die Blüten. 
Die meist fünfzähligen Blüten sind eingeschlechtig oder zwittrig und besitzen ein doppeltes Perianth. Wenn die Blüten eingeschlechtig sind, dann sind die Pflanzen einhäusig getrenntgeschlechtig (monözisch). Die fünf Kelchblätter sind trichterförmig und mit dem Fruchtknoten verwachsen und der Kelch ist auch noch auf der Frucht erhalten. Die fünf weißen oder gelblichen Kronblätter sind glockenförmig verwachsen. Es ist nur ein Kreis mit fünf freien Staubblättern mit kurzen Staubfäden vorhanden. Zwei bis fünf Fruchtblätter sind zu einem synkarpen, meist unterständigen oder halbunterständigen Fruchtknoten verwachsen mit apotropen Samenanlagen. Nektarien befinden sich an den Fruchtknoten. Der Stempel ist länger als die Staubblätter, mit einer kopfigen oder drei- bis fünflappigen Narbe.
Es werden Steinfrüchte oder Beeren gebildet; sie sind vom Kelch umgeben. Die Beeren enthalten viele kleine, kantige Samen.
Die Chromosomengrundzahl beträgt x = 10.

## Systematik und Verbreitung
Die Gattung Maesa ist in der Paläotropis weitverbreitet. Areale befinden sich zum Beispiel in Afrika, vom Indischen Subkontinent über China (29 Arten) und Südostasien bis Japan, auf dem Malaiischen Archipel und im nordöstlichen Australien.

### Botanische Geschichte
Nach APG III ist die Familie der Primulaceae wesentlich erweitert worden und einige Familien, die früher in der Ordnung der Primulales Lindl. zusammengefasst waren als Unterfamilien eingeordnet worden. Die Gattung Maesa bildete zuletzt eine eigene Familie Maesaceae und heute die Unterfamilie Maesoideae. Bei manchen Autoren war die Gattung Maesa in die Familie der Myrsinaceae eingeordnet. Die Tribus Maeseae wurde 1834 durch Alphonse Louis Pierre Pyrame de Candolle in Trans. Linn. Soc. London, 17, 132 erstveröffentlicht. Die Erstveröffentlichung der Unterfamilie Maesoideae erfolgte 1844 durch Alphonse Louis Pierre Pyrame de Candolle in Prodromus systematis naturalis regni vegetabilis Band 8, Seite 76. Die Familie Maesaceae wurde erst 2000 von Arne Anderberg, Bertil Ståhl und Mari Källersjö in  Maesaceae, a new primuloid family in the order Ericales s.l. in Taxon, Volume 49, S. 183–187. aufgestellt. 
Der Botaniker Pehr Forsskål wurde als Erster auf die Typusart Maesa lanceolata aufmerksam, als er den heutigen Jemen bereiste, beschrieb sie 1775 in Flora Aegyptiaco-Arabica. S. 66. und stellte damit die Gattung Maesa auf. Synonyme für Maesa Forssk. sind: Baeobotrys J.R.Forst. & G.Forst. und Doraena Thunb. Der Gattungsname Maesa leitet sich vom Arabischen Namen maas für die Art Maesa lanceolata ab.

### Arten und ihre Verbreitung
Die Gattung Maesa und damit die Unterfamilie enthält 150 bis 200 Arten (Auswahl):
- Maesa acuminatissima Merrill: Sie ist in China und Vietnam verbreitet.[1]
- Maesa ambigua C.Y.Wu & C.Che: Sie ist im südöstlichen Yunnan und Vietnam verbreitet.[1]
- Maesa argentea (Wallich) A.DC.: Sie kommt im Himalaja vor.
- Maesa brevipaniculata (C.Y.Wu & C.Chen) Pipoly & C.Che: Sie kommt in Guangxi, Guizhou und Yunnan vor.[1]
- Maesa cavinervis C.Chen: Es ist ein Endemit in Lorbeerwäldern in Höhenlagen von 1700 bis 2100 Metern nur in Motuo in Tibet.[1]
- Maesa chisia Buch.-Ham. ex D.Don: Sie ist in Indien, Nepal, Bhutan, Myanmar, Tibet und in der chinesischen Provinz Yunnan verbreitet.[1]
- Maesa confusa (C.M.Hu) Pipoly & C.Chen: Sie gedeiht entlang von Flussläufen in Bergmischwäldern in Höhenlagen von 700 bis 1200 Metern nur in der chinesischen Provinz Hainan.[1]
- Maesa consanguinea Merrill: Sie gedeiht in Höhenlagen von 500 bis 1300 Metern nur in der chinesischen Provinz Hainan.[1]
- Maesa cumingii Mez (Syn.: Maesa pachyphylla Merr., Maesa undulata Person|Merr.): Sie kommt auf den Philippinen vor.
- Maesa densistriata C.Chen & C.M.Hu: Die Heimat ist Yunnan.[1]
- Maesa formosana Mez: Sie kommt in Taiwan vor.[1]
- Maesa hupehensis Rehder: Sie gedeiht in Höhenlagen von 500 bis 1700 Metern in Hubei und Sichuan.
- Maesa indica (Roxb.) DC. (Syn.: Baeobotrys indica Roxb., Maesa elmeri Mez, M. laxa Mez, M. ramosii Quisumb. & Merr.): Sie ist Indien, Vietnam und im südlichen Yunnan verbreitet.[1]
- Maesa insignis Chun: Sie kommt in den chinesischen Provinzen Guangdong, Guangxi und Guizhou vor.[1]
- Maesa japonica (Thunb.) Moritzi & Zoll.: Sie ist in China, Taiwan, Japan und im nördlichen Vietnam weitverbreitet.[1]
- Maesa lanceolata Forssk.: Sie hat eine weite Verbreitung oft an Flussläufen im östlichen Teil von Afrika vom früheren Transkei bis zur Arabischen Halbinsel und weiter bis Indien.[5]
- Maesa lanyuensis Yuen P.Yang: Sie kommt nur in Taiwan vor.[1]
- Maesa longilanceolata C.Chen: Sie gedeiht in Höhenlagen von 1300 bis 1800 Metern nur im südöstlichen Tibet und nordwestlichen Yunnan.[1]
- Maesa macilenta E.Walker: Sie gedeiht in Lorbeerwäldern in Höhenlagen von 300 bis 600 Metern nur im südlichen Yunnan.[1]
- Maesa macilentoides C.Chen: Sie gedeiht in Höhenlagen von 800 bis 1300 Metern nur im südlichen Yunnan.[1]
- Maesa macrophylla Wall. ex E.D.Clarke: Sie gedeiht im Himalaja.
- Maesa manipurensis Mez: Sie ist im östlichen Indien, Bangladesch und im westlichen Yunnan  verbreitet.[1]
- Maesa marioniae Merrill: Sie gedeiht meist in Höhenlagen von 1300 bis 1800 Meter in Tibet, nordwestlichen Yunnan und Myanmar.[1]
- Maesa membranacea A.DC.: Sie ist in Kambodscha, Vietnam und in den chinesischen Provinzen Guangxi, Hainan sowie Yunnan verbreitet.[1]
- Maesa montana A.DC. (Syn.: Maesa henryi Hu): Sie ist in China, Taiwan, Indien, Myanmar und Thailand weitverbreitet.[1]
- Maesa novo-caledonica Mez: Die Heimat ist Neukaledonien.
- Maesa parvifolia A.DC.: Sie ist China und im nördlichen Vietnam  verbreitet.[1]
- Maesa perlaria (Lour.) Merr.: Sie ist in China, Taiwan, Thailand und Vietnam verbreitet.
- Maesa permollis Kurz: Sie ist in China, Laos, Myanmar und Thailand verbreitet.[1]
- Maesa ramentacea (Roxb.) A.DC.: Sie ist in China, Bangladesch, Kambodscha, Indien, Indonesien, Laos, Malaysia, Myanmar, Vietnam und auf den Philippinen weitverbreitet.[1]
- Maesa reticulata C.Y.Wu: Sie kommt im südlichen Yunnan und in Vietnam vor.[1]
- Maesa rugosa C.B.Clarke: Sie gedeiht China und Indien in größeren Höhenlagen.[1]
- Maesa salicifolia Walker: Sie gedeiht in Höhenlagen von 100 bis 600 Meter nur in Guangdong.[1]
- Maesa stonei Utteridge & R.M.K.Saunders: Sie kommt auf den Philippinen vor.
- Maesa striatocarpa C.Chen: Sie gedeiht in Höhenlagen von 1300 bis 1800 Metern nur in Yunnan.[1]
- Maesa tenera Mez: Sie gedeiht in Höhenlagen von 100 bis 600 Metern nur im zentralen und südlichen Guangdong.[1]
- Maesa velutina Mez: Sie ist in Indien verbreitet.

## Nutzung
Maesa lanceolata und Maesa indica werden als Zierpflanzen verwendet.